# Вовченко В'ячеслав Олегович
Вячеслав Оле́гович Во́вченко — молодший сержант Збройних сил України.
В мирний час проживає у місті Біла Церква, очолює асоціацію ветеранів АТО.

## Нагороди
За особистий внесок у зміцнення обороноздатності Української держави, мужність, самовідданість і високий професіоналізм, виявлені під час виконання військового обов'язку, та з нагоди Дня Збройних Сил України нагороджений орденом «За мужність» III ступеня (2.12.2016).